# Walt Disney Studios
The Walt Disney Studios é uma divisão que desenvolve roteiros e supervisiona a produção cinematográfica, teatral e musical da The Walt Disney Company. A divisão engloba as produções da Walt Disney Studios Motion Pictures, Disneynature, Walt Disney Animation Studios, Disney Music Group, Disney Theatrical Group, Disney Studio Services e Walt Disney Studios Marketing. Os filmes produzidos pela The Walt Disney Studios, incluindo títulos das subsidiárias Walt Disney Pictures, 20th Century Studios, Pixar Animation Studios, Marvel Studios e Lucasfilm Ltd., são distribuídos mundialmente pela Walt Disney Studios Motion Pictures.
The Walt Disney Studios é um membro da Motion Picture Association of America (MPAA).

## História
O grupo foi iniciado em 1998 por Joe Roth para centralizar as diversas unidades de produção da Disney, e tornar filmes live-action de produção na Disney mais custo-eficientes.
O nome vem da "Buena Vista" vem da Buena Vista Distribution, uma companhia fundada por Walt Disney como uma filial para distribuir filmes e curtas produções em 1953. Esse nome, por sua vez, veio da rua South Buena Vista Street, localizada em Burbank nos Estados Unidos, onde o complexo dos Walt Disney Studios foi estabelecido primeiramente. Em 2007, a Disney retira o nome "Buena Vista".
Em 2003, é lançado o primeiro filme pela Walt Disney Pictures classificado como PG-13 nos Estados Unidos como que, deve ser advertido rígidamente pelos pais segundo a Motion Picture Association of America: Pirates of the Caribbean: The Curse of the Black Pearl (Piratas do Caribe: A Maldição do Pérola Negra), um filme baseado em uma famosa atração do Disneyland. A teve algumas abordagens muito rigorosas com violência e outros elementos eventualmente maduros nos filmes live-action da Disney, desde o início da marca Touchstone Pictures até a liberação da série  Pirates of the Caribbean. [carece de fontes?]
Em julho de 2006, a Disney anunciou uma mudança de estratégia, que icentivava liberar mais títulos com a marca "Disney" ― ou seja, Walt Disney Pictures ― e menos títulos com a marca da Touchstone. Com o movimento, se esperava reduzir a força do grupo de trabalho por cerca de 650 postos em todo o mundo, incluindo o da sua então presidente Nina Jacobson.

## Estrutura do estúdio
| Unidades do estúdio | Unidades do estúdio | Unidades do estúdio                                                                   | Unidades do estúdio | Unidades do estúdio |
| Produção | Distribuição | Disney Music Group                                                                    | Disney Theatrical Group | Walt Disney Studios Operations (Studio Services) |
| --- | --- | ------------------------------------------------------------------------------------- | --- | --- |
| Live-action - Walt Disney Pictures - Disneynature - Marvel Studios - Lucasfilm - 20th Century Studios - 20th Century Family - Fox Studios Australia - New Regency Productions (20%) - 20th Digital Studio - Searchlight Pictures Animação - Walt Disney Animation Studios - Pixar Animation Studios - 20th Century Animation | - Walt Disney Studios Motion Pictures - Walt Disney Studios Marketing - Walt Disney Studios Special Events - Buena Vista International | - Walt Disney Records - Hollywood Records - Disney Music Publishing - Disney Concerts | - Disney Theatrical Productions - (Disney on Broadway) - Buena Vista Theatrical - Disney Theatrical Licensing - Disney Live Family Entertainment (DLFE) - Disney on Ice - Disney Live! - Walt Disney Special Events Group | - Disney Studio Production Services - Walt Disney Studios (Burbank) - Golden Oak Ranch - The Prospect Studios - KABC7 Studio B - Disney Digital Studio Services |